# آلدران
آلدران یک سیاره علمی تخیلی اپرای فضایی جنگ ستارگان است. رنگ و ظاهر آن آبی و سبز است و به عنوان یک سیاره زمین سان با ساکنین انسان نما شناخته شده است. این سیاره خانه شاهزاده لیا یکی از شخصیت های محبوب سری فیلم های جنگ ستارگان است. این سیاره در جنگ ستارگان ۱۹۷۷ توسط سلاح مرگبار ستاره مرگ (یک ایستگاه فضایی غول پیکر) نابود شد.